# Enguinegatte
Enguinegatte – miejscowość i dawna gmina we Francji, w regionie Hauts-de-France, w departamencie Pas-de-Calais. W 2013 roku populacja gminy wynosiła 473 mieszkańców. 
W dniu 1 stycznia 2017 roku z połączenia dwóch ówczesnych gmin – Enguinegatte oraz Enquin-les-Mines – utworzono nową gminę Enquin-lez-Guinegatte. Siedzibą gminy została miejscowość Enguinegatte. 